# Вест-Баффало Тауншип (округ Юніон, Пенсільванія)
Вест-Баффало Тауншип (англ. West Buffalo Township) — селище (англ. township) в США, в окрузі Юніон штату Пенсільванія. Населення — 2886 осіб (2020).

## Демографія
Згідно з переписом 2010 року, у селищі мешкали 2983 особи в 1119 домогосподарствах у складі 842 родин. Було 1251 помешкання
Расовий склад населення:
| - 98,3 % — білих - 0,6 % — чорних або афроамериканців - 0,1 % — корінних американців - 0,1 % — азіатів |

До двох чи більше рас належало 0,6 %. Частка іспаномовних становила 0,8 % від усіх жителів.
За віковим діапазоном населення розподілялося таким чином: 26,1 % — особи молодші 18 років, 59,7 % — особи у віці 18—64 років, 14,2 % — особи у віці 65 років та старші. Медіана віку мешканця становила 40,4 року. На 100 осіб жіночої статі у селищі припадало 99,5 чоловіків;  на 100 жінок у віці від 18 років та старших — 100,4 чоловіків також старших 18 років.
Середній дохід на одне домашнє господарство  становив 63 588 доларів США (медіана — 45 652), а середній дохід на одну сім'ю — 72 505 доларів (медіана — 52 434). Медіана доходів становила 38 854 долари для чоловіків та 30 286 доларів для жінок. За межею бідності перебувало 14,2 % осіб, у тому числі 25,4 % дітей у віці до 18 років та 7,3 % осіб у віці 65 років та старших.
Цивільне працевлаштоване населення становило 1401 особа. Основні галузі зайнятості: освіта, охорона здоров'я та соціальна допомога — 21,6 %, виробництво — 13,0 %, будівництво — 13,0 %.